# 1899-es magyar atlétikai bajnokság
Az 1899-es magyar atlétikai bajnokságot – amely a 4. magyar bajnokság volt, négy versenyszámmal rendezték meg.

## Eredmények

### Férfiak
| Versenyszám | Arany                       | Arany   | Ezüst                | Ezüst   | Bronz                    | Bronz   |
| ----------- | --------------------------- | ------- | -------------------- | ------- | ------------------------ | ------- |
| 100 yard    | Schubert Ernő MUE           | 10,8    | Koppán Pál Magyar AC |         | Zimburg Ervin Magyar AC  |         |
| 1 mérföld   | Hermann Wraschtil Wiener AC | 4:56,8  | Malcsiner Gyula MTK  |         | Jan Wolf AC Sparta Praha |         |
| távolugrás  | Schubert Ernő Magyar AC     | 611 cm  | Strausz Gyula BEAC   | 594 cm  | Gebauer Gusztáv Pécsi AC | 565 cm  |
| súlylökés   | Crettier Rezső MUE          | 11,63 m | Fóthy Nándor NTE     | 10,95 m | Strausz Gyula BEAC       | 10,56 m |